# Vereinigte Staaten von Afrika

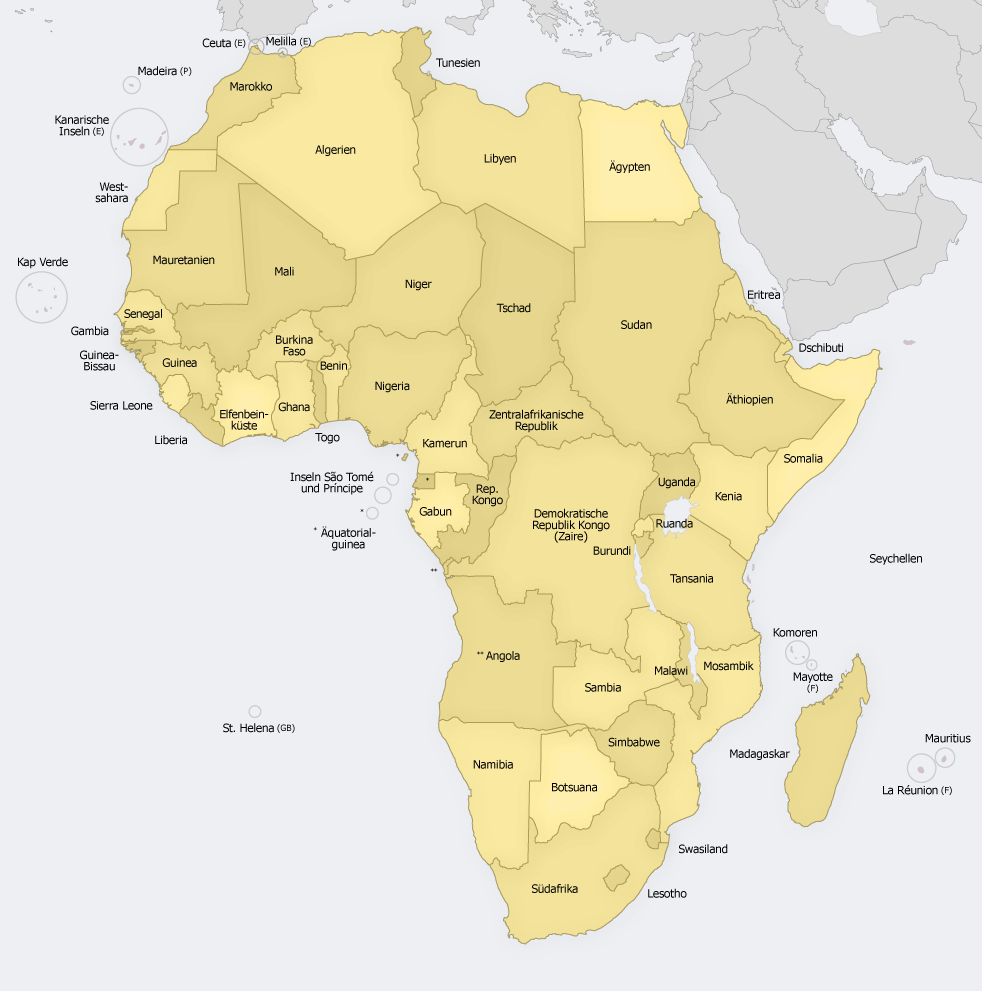
Die Staaten in Afrika

Die Vereinigten Staaten von Afrika oder United States of Africa ist ein Konzept einer Föderation von einigen oder allen der 54 souveränen Staaten und zwei umstrittenen Staaten auf dem afrikanischen Kontinent. Das Konzept geht auf Marcus Garveys 1924 erschienenes Gedicht „Hail, United States of Africa“ zurück.

## Planungen

### Marcus Garvey im Jahr 1924
Die Idee eines multinationalen, vereinigenden afrikanischen Staates wurde mit verschiedenen mittelalterlichen afrikanischen Reichen verglichen, wie das Reich von Ghana und anderen historische Nationalstaaten. Während des späten 19. und frühen 20. Jahrhunderts wurde der Großteil des afrikanischen Landes von verschiedenen europäischen Imperien kontrolliert, wobei die Briten auf ihrem Höhepunkt etwa 30 Prozent der afrikanischen Bevölkerung kontrollierten.
Der Begriff „Vereinigte Staaten von Afrika“ wurde erstmals 1924 von Marcus Garvey in seinem Gedicht Hail, United States of Africa verwendet. Garveys Ideen beeinflussten die ehemaligen afrikanischen Führer und trugen zur Wiedergeburt der Afrikanischen Union bei.

### Ahmed Sékou Touré 1958–1984
Der Großteil des Werkes von Ahmed Sékou Touré ist der afrikanischen Einheit gewidmet. Insbesondere in Band 25 seiner Werke, Des Etats-Unis d'Afrique, vermutlich aus dem Jahr 1979, entwirft er eine Vision eines vereinigten Afrika, die über die der OAU hinausgeht und die Afrikanische Union vorwegnimmt.

### Vorschläge 2003–2011
Im Februar 2009, als er zum Vorsitzenden der 53 Nationen umfassenden Afrikanischen Union in Äthiopien gewählt wurde, sagte Muammar al-Gaddafi den versammelten afrikanischen Führern: „Ich werde weiterhin darauf bestehen, dass unsere souveränen Länder daran arbeiten, die Vereinigten Staaten von Afrika zu erreichen.“ Die BBC berichtete, Gaddafi habe „eine einzige afrikanische Militärmacht, eine einheitliche Währung und einen einzigen Pass für Afrikaner vorgeschlagen, um sich frei auf dem Kontinent zu bewegen“. Andere afrikanische Staats- und Regierungschefs erklärten, sie würden die Auswirkungen des Vorschlags prüfen und im Mai 2009 erneut diskutieren.
Der Fokus bei der Entwicklung der Vereinigten Staaten von Afrika lag bisher auf dem Aufbau von Unterteilungen Afrikas. Als Beispiel dafür kann die vorgeschlagene Ostafrikanische Föderation angesehen werden. Der ehemalige Präsident von Senegal, Abdoulaye Wade, hatte darauf hingewiesen, dass die Vereinigten Staaten von Afrika ab 2017 möglich wären. Die Afrikanische Union hingegen hat es sich zur Aufgabe gemacht, den Aufbau eines „vereinten und integrierten“ Afrika bis zum Jahr 2025 zu gestalten. Gaddafi hatte auch angedeutet, dass sich die geplante Föderation bis in die Karibik erstrecken könnte: Haiti, Jamaika, die Dominikanische Republik, die Bahamas und andere Inseln mit einer großen afrikanischen Diaspora können dazu eingeladen werden.
Es gab auch viel Kritik von einigen afrikanischen Präsidenten, vor allem in der Woche vor Gaddafis Tod. Sie könnte die Bevölkerung einschüchtern und Kulturen zerstören.

### Nach dem Tod von Gaddafi
Gaddafi wurde schließlich während des Bürgerkriegs in Libyen im Oktober 2011 getötet. Während einige das Projekt mit ihm als gestorben sahen, hatte Robert Mugabe Interesse bekundet, das Projekt wiederzubeleben. Am 6. September 2019 starb auch Mugabe. Es gab weitere einzelne Vorschläge afrikanischer Politiker.

## Demografie
Die vorgeschlagene Föderation mit dem kompletten afrikanischen Kontinent hätte das größte Gesamtgebiet aller Staaten der Erde. Es wäre auch der drittbevölkerungsreichste Staat nach China und Indien mit einer Bevölkerung, die schätzungsweise 2000 Sprachen spricht.